# Союз африканського народу Зімбабве
Союз африканського народу Зімбабве (англ. Zimbabwe African People's Union, ZAPU) — політична партія Південної Родезії та Зімбабве, що існувала у 1961-1987 роках. Від 1964 до 1979 вела збройну боротьбу за створення держави Зімбабве. У 1980—1982 роках входила разом з ЗАНУ до урядової коаліції. 1987 об'єдналась з ЗАНУ та припинила своє існування.
8 листопада 2008 року було оголошено про її відродження.

## Історія
Партію заснував Джошуа Нкомо 17 грудня 1961 року, за 10 днів після заборони владою Південної Родезії Національно-демократичної партії, яку він очолював. До складу керівництва Союзу увійшли багато відомих діячів, хто виступав за права африканської більшості — Джеймс Чікерема, Нбаданінге Сітоле, Герберт Чітепо, Роберт Мугабе, Джейсон Мойо, Джозеф Мсіка та інші.
Основними вимогами ЗАПУ до влади були скасування конституції 1961 року, запровадження загального виборчого права, створення уряду африканської більшості, націоналізація великих промислових підприємств та перерозподіл земель. 6 вересня 1962 року Союз був заборонений після того, як спробував організувати бойкот виборів, що відбувались у Південній Родезії. Однак, він продовжив свою діяльність нелегально.
Тим часом всередині керівництва ЗАПУ виникли суперечки — багато хто з керівників партії, хто належав до народності шона, виступали за непримиренну політику щодо влади та більш радикальні форми боротьби. 8 серпня 1963 року голова ЗАПУ Нбаданінге Сітоле, Герберт Чітепо і секретар партії з пропаганди Роберт Мугабе вийшли з лав Союзу та організували Африканський національний союз Зімбабве. ЗАПУ зберіг вплив серед народу матабеле (близько 19 % населення країни), робітників гірничої промисловості, залізничного транспорту, профспілок і частини африканської інтелігенції, але втратив вплив серед селян — шона.
Окрім етнічного та соціального, розкол був ще й ідеологічним — Джошуа Нкомо займав помірковані позиції та, зрештою, почав орієнтуватись на СРСР, а керівники ЗАНУ більше симпатизували ідеям Мао Цзедуна та мали підтримку Китайської Народної Республіки.
1964 року ЗАПУ перейшов до підготовки партизанської війни проти режиму Яна Сміта. Військовим крилом партії стала створена 1960 року Народно-революційна армія Зімбабве (ЗІПРА). При ЗАПУ діяли два радянських військових радники, постачалась радянська зброя. Були також табори з підготовки бойовиків на території Замбії, бойовики організації також проходили навчання в СРСР у 165-му навчальному центрі з підготовки іноземних військовослужбовців.
У серпні 1967 року ЗАНУ підписала декларацію про спільні дії з Африканським національним конгресом, а у грудні 1976 року об'єдналась з ЗАНУ на Патріотичний фронт.
На перших вільних виборах у лютому 1980 року ЗАПУ програла ЗАНУ, здобувши лише 24,1 % голосів і 20 місць у першому парламенті незалежної Республіки Зімбабве. Союз увійшов до урядової коаліції та першого уряду країни на чолі з Робертом Мугабе, але вже 17 лютого 1982 року була вигнана з нього за звинуваченням у підготовці державного перевороту.
Процес об'єднання збройних формувань ЗАНУ та ЗАПУ в національну армію з перших місяців призводив до конфліктів та збройних сутичок, які переросли у міжнаціональний конфлікт. У відповідь на збройний опір представників народності ндебеле урядова армія, що складалась з шона, почала багаторічну військову операцію «Гукурахунді», під час якої число загиблих вимірювалось сотнями тисяч. Утім, незважаючи на те, що збройне протистояння тривало до 1988 року, ЗАПУ не був заборонений. Союз брав участь у парламентських виборах 27 червня — 2 липня 1985 року та здобув 19,3 % голосів і 15 місць у парламенті. Зрештою, лідер ЗАПУ Джошуа Нкомо був змушений підтримати запровадження у Зімбабве однопартійної системи та погодитись на злиття своєї партії з урядовою ЗАНУ.

## Ідеологія
Програма ЗАПУ була опублікована 1961 року. Метою партії проголошувалась боротьба за створення в країні демократичного уряду, а в економіці ЗАПУ не відкидала ані ролі приватного, ані державного секторів. У травні 1962 року на мітингу у Гвело Нкомо уточнив основні цілі своєї партії — скасування конституції Південної Родезії 1961 року, запровадження загального виборчого права, створення уряду африканської більшості, націоналізація великих промислових підприємств і перерозподіл земель з фактичною ліквідацією великого землевласництва.
Союз, який виступав на захист прав африканського населення Південної Родезії й дотримувався ненасильницьких методів боротьби, стикнувшись з небажанням білих правителів вести діалог з корінним населенням, почав змінювати та радикалізувати свою ідеологічну базу. До вимог скасування расової дискримінації та запровадження загального виборчого права додались вимоги надання країні незалежності під африканською назвою Зімбабве. Ідеї ненасильницького шляху вирішення конфлікту, яких Нкомо додержувався з юнацьких років, поступились місцем прямій збройній боротьбі з владою.
Від 1972 року провідною в ідеології ЗАПУ стала теза про те, що «тільки соціалізм може забезпечити прискорений розвиток економіки в інтересах народу», а метою партії проголошувалось створення народно-демократичної держави.